# Vic Anciaux
Victor (Vic) J.Fr. Anciaux uitspraakⓘ (Boechout, 24 december 1931 – Jette, 24 februari 2023) was een Belgisch Vlaams-nationalistisch politicus voor de Volksunie.

## Levensloop
Na zijn studies geneeskunde aan de Katholieke Universiteit Leuven vestigde Vic Anciaux zich in 1957 als huisarts in Machelen. Tijdens zijn studententijd engageerde hij zich in de ABN-kernen, de Katholieke Studentenactie, het Katholiek Vlaams Hoogstudentenverbond en Moeder Sinjoria. In 1958 was hij de eerste voorzitter van het Vlaams Jeugdkomitee voor de Wereldtentoonstelling van 1958, waar hij na de toetreding van de katholieke jeugdorganisaties door Wilfried Martens werd opgevolgd.

### Politieke carrière
Anciaux trad toe tot de Volksunie en bekleedde meerdere bestuursmandaten: van 1961 tot 1964 was hij arrondissementeel voorzitter van Brussel, van 1964 tot 1965 was hij provinciaal voorzitter van de Brabantse afdeling en vanaf 1965 was hij partijbestuurslid. Bovendien was hij van 1964 tot 1967 gemeenteraadslid van Machelen en van 1971 tot 1988 gemeenteraadslid van Brussel.
Van 1965 tot 1995 zetelde hij voor het arrondissement Brussel in de Kamer van volksvertegenwoordigers, waar hij van 1975 tot 1977 fractievoorzitter van de Volksunie was. In het parlement ontpopte hij zich tot een gedreven debater die zich vooral bezighield met de taalwetgeving, de staatshervorming, de volksgezondheid en de bio-ethische problematiek. In de periode december 1971-oktober 1980 zetelde hij als gevolg van het toen bestaande dubbelmandaat ook in de Cultuurraad voor de Nederlandse Cultuurgemeenschap, die op 7 december 1971 werd geïnstalleerd. Vanaf 21 oktober 1980 tot mei 1995 was hij lid van de Vlaamse Raad, de opvolger van de Cultuurraad en de voorloper van het huidige Vlaams Parlement.
In 1977 werd Anciaux als staatssecretaris van Brusselse zaken en Vlaamse Cultuur in achtereenvolgens de regering-Tindemans IV (waar hij onder andere betrokken was bij het Egmontpact) en de regering-Vanden Boeynants II. In deze functie bevorderde hij het Vlaamse sociaal-culturele gemeenschapswerk. Doordat de Volksunie geen deel meer uitmaakte van de regering-Martens I keerde hij terug naar zijn oude functie - die van fractievoorzitter - in 1979.

### Voorzitter
Nadat de Volksunie bij de verkiezingen van 1978 een zware nederlaag leed, volgde Anciaux in 1979 Hugo Schiltz als partijvoorzitter op. Als partijvoorzitter poogde hij de spanningen binnen zijn partij, veroorzaakt door de onenigheid omtrent het afgeschoten Egmontpact, te bedaren en de eenheid te herstellen. Hij kon het tij keren en bij de verkiezingen van 1981 maakte de partij het verlies weer goed met een winst van 6 zetels in de Kamer en 3 in de Senaat. Onder zijn voorzitterschap nam de Volksunie deel aan de allereerste Vlaamse Regering onder leiding van Gaston Geens en oogstte hij verbazing door in naam van de partij in 1980 een manifest te ondertekenen dat aandrong om de Belgische militaire hulp aan Zaïre te verbreken en het regime van Mobutu niet langer te steunen. In 1985 verloor zijn partij opnieuw fors tijdens de verkiezingen (-4 in de Kamer en -2 in de Senaat) en een jaar later (1986) werd hij door Jaak Gabriëls opgevolgd.

### Brussels Gewest
In 1989 deed Anciaux zijn intrede in de Brusselse Hoofdstedelijke Raad en werd hij onmiddellijk Brussels staatssecretaris voor Buitenlandse Zaken in de regering-Picqué I. Hij deelde dit mandaat met achtereenvolgens Didier Gosuin (tot 1991) en vervolgens Didier van Eyll (beiden FDF). Vanuit deze functie was hij een van de eerste politici die het immigrantenprobleem in Brussel ter sprake bracht en werkte voor een democratisch en tolerant integratiebeleid. Toen de Volksunie ook toetrad tot de regering-Picqué II werd hij aangesteld tot Brussels staatssecretaris voor Wetenschappelijk Onderzoek en Energie. Als lid van deze regering onderhandelde hij mee over het Brussels taalhoffelijkheidsakkoord. Dit akkoord - dat in zijn ogen met de voeten werd getreden - leidde mee tot zijn ontslag uit de Brusselse regering en uit de Brusselse Hoofdstedelijke Raad op 21 november 1997. Hij werd in de Brusselse Hoofdstedelijke Raad opgevolgd door toenmalig partijgenoot Sven Gatz.

### Opheffing Volksunie
Anciaux koos in 2001 bij het uiteenvallen van de Volksunie, voor spirit, waar zijn zoon Bert Anciaux boegbeeld was. In 2004 trad hij in het huwelijk met Brussels parlementslid Marie-Paule Quix. Nadat zijn zoon Bert op 4 december 2008 de VlaamsProgressieven verliet, stapte ook vader Vic uit die partij. In de zomer van 2010 werd hij getroffen door een hartaanval waarvan hij recupereerde. Kort daarvoor haalde hij de pers door te verklaren dat de oprichting van een Brussels Gewest dat evenwaardig was aan Vlaanderen en Wallonië een historische vergissing was. Hij was ook actief als Brussels voorzitter van het Lokaal Overlegplatform secundair onderwijs.
Tot 1 januari 2006 was hij negen jaar lang voorzitter van de Vlaamse Liga tegen Kanker (VLK), dit is sinds het ontstaan van de VLK, een fusie tussen de vzw Kom op tegen Kanker en de vzw Vlaamse Kankerliga.

### Overlijden
Anciaux overleed op 24 februari 2023 op 91-jarige leeftijd in Jette.

## Familie
Anciaux had zeven kinderen. De bekendste zoon is voormalig minister Bert Anciaux, sedert 19 januari 2009 bij sp.a, later sinds 2021 Vooruit. Drie andere zonen zijn ook politiek actief. Roel Anciaux was in Meise actief binnen de sp.a en zetelde als Vlaams-Brabants provincieraadslid. Koen Anciaux is lid van de Open Vld en was schepen in Mechelen en Jan Anciaux was onafhankelijk gemeenteraadslid in Vilvoorde, maar stelde zijn mandaat in 2011 ter beschikking van de partij, toen hij de overstap naar de Nieuw-Vlaamse Alliantie maakte. Een dochter, Hilde, is eveneens huisarts en was lang schepen in Machelen.